# 温岑堡
温岑堡（德語：Winzenburg，發音：[ˈvɪntsn̩ˌbʊʁk]）是德国下萨克森州希尔德斯海姆县曾经的一个市镇，面积16.64平方千米，2011年5月9日人口为540人。2016年11月1日，温岑堡与另外2个市镇并入市镇莱讷河畔弗雷登。